# Har Hoš'aja
Har Hoš'aja (hebrejsky: הר הושעיה) je vrch o nadmořské výšce 258 metrů v severním Izraeli, v Dolní Galileji.
Leží cca 6 kilometrů severně od Nazaretu. Má podobu nevýrazného pahorku, který je situován na severní okraj vysočiny Harej Nacrat. Jeho západní část zaujímá zastavěné území vesnice Hoš'aja, jejíž zástavba pokrývá i sousední vrch Har Kajil. Na jižní straně s ním sousedí podobný vrch Har Jad'aja. Na jihovýchodních svazích začíná lesní komplex Ja'ar Cipori. Na sever od vrchu se terén sklání do údolí Bejt Netofa.